# Ортодонтопсис
Ортодонтопсис (лат. Orthodontopsis) — олиготипный род листостебельных мхов семейства Бриевые (Bryaceae).

## Систематика
Включает в себя два биологических вида:
- Orthodontopsis bardunovii Ignatov & B.C. Tan, 1992
- Orthodontopsis lignicola Ignatov & B.C. Tan, 2006

## Распространение
Представители распространены в России, Монголии (O. bardunovii) и Китае (O. lignicola).